# Марков Андрій Вікторович
Андрій Вікторович Марков (рос. Андрей Викторович Марков; 20 грудня 1978, м. Воскресенськ, СРСР) — російський хокеїст, захисник. Заслужений майстер спорту Росії (2009).  

## Ігрова кар'єра
Вихованець хокейної школи «Хімік» (Воскресенськ). Виступав за «Хімік» (Воскресенськ), «Динамо» (Москва), «Квебек Цітаделлс» (АХЛ), «Монреаль Канадієнс», «Витязь» (Чехов), Ак Барс (Казань).
В чемпіонатах НХЛ — 626 матчів (81+286), у турнірах Кубка Стенлі — 61 матч (4+17).
У складі національної збірної Росії учасник зимових Олімпійських ігор 2006 і 2010 (12 матчів, 1+5), учасник чемпіонатів світу 1999, 2000, 2005, 2007 і 2008 (35 матчів, 5+17), учасник Кубка світу 2004 (2 матчі, 0+1). У складі молодіжної збірної Росії учасник чемпіонатів світу 1997 і 1998. 

## Досягнення
- Чемпіон світу (2008), бронзовий призер (2005, 2007)
- Чемпіон Росії (2000, 2005)
- Срібний призер молодіжного чемпіонату світу (1998), бронзовий призер (2007).